# Galesno
L'isolotto o scoglio di Galesno o Gallisgnach (in croato: Galešnjak, noto anche come otok za Zaljubljene, ovvero isola dell'Amore, in riferimento alla caratteristica forma di cuore) è una piccola isola della Croazia. Situata nel mare Adriatico, nel canale di Pasman, si trova tra l'isola di Pasman e il centro abitato di Torrette nel comune di Zaravecchia; fa parte dell'arcipelago zaratino. Assieme alle isolette che lo circondano, il gruppo è anche definito come Scogliarich. Amministrativamente appartiene al comune di Pasman, nella regione zaratina.
L'isola è famosa per la propria caratteristica forma, a cuore, per la prima volta descritta dal cartografo di Napoleone Charles-François Beautemps-Beaupré.

## Geografia
Galesno ha una superficie di 0,132 km², uno sviluppo costiero di 1,55 km e un'altezza massima di 33,5 metri. Si trova a 600 m circa di distanza dalla costa dalmata (rt Tukljačan) e 1,2 km a nord-est di punta Brizzine (rt Brižine) che si trova sul lato orientale di Pasman.

### Isole adiacenti
- Bisaccia Grande[5][13] (Vela Bisaga) 43°58′54″N 15°22′49″E e Bisaccia Piccola[5][14] (Mala Bisaga) 43°58′50″N 15°22′42″E, due scogli a nord-ovest di Galesno, detti anche Scogliarici[7]; il maggiore ha un'area di 0,017 km²[1].
- Ricciul[5][15] (Ričul), isolotto rotondo dotato di un segnale luminoso[16] con una superficie di 0,023 km²[1], la costa lunga 0,5 km[1], alto 23 m[2]; si trova 200 m[2] a sud-est di Galesno 43°58′38″N 15°23′20″E.

### Cartografia
- (HR) Mappa topografica della Croazia 1:25000, su preglednik.arkod.hr. URL consultato il 27 febbraio 2017.
- Carta di cabottaggio del mare Adriatico, foglio VII, Milano, Istituto geografico militare, 1822-1824. URL consultato il 27 febbraio 2017 (archiviato dall'url originale il 13 aprile 2013).